# RT (energia)
RT (energia) – iloczyn stałej gazowej R i temperatury T, ma wymiar energii/mol. Ma bardzo duże znaczenie ze względu na to, że procesy chemiczne oraz wiele zjawisk fizycznych zależy od stosunku zmian energii związanych z tym zjawiskiem, E, oraz średniej energii termicznej (cieplnej), która dla 1 mola cząsteczek jest rzędu RT (zob. równowaga chemiczna), czyli zależy od wartości (E/RT). Fizycy i chemicy używają RT jako swoistej (zależnej od temperatury) pseudojednostki energii.
RT jest wielkością stosowaną przy badaniach procesów w skali makroskopowej, przy rozpatrywaniu zjawisk w skali mikroskopowej, dla pojedynczych atomów i cząsteczek, stosuje się raczej wielkość:
kT = RT/(stała Avogadra).
Np. dla 1 mola cząsteczek w fazie gazowej energia kinetyczna wyraża się wzorem:
{\displaystyle E_{kin}={\tfrac {3}{2}}RT}